# Hymenocephalus longiceps
Hymenocephalus longiceps är en fiskart som beskrevs av Smith och Lewis Radcliffe 1912. Hymenocephalus longiceps ingår i släktet Hymenocephalus och familjen skolästfiskar. Inga underarter finns listade i Catalogue of Life.